# 1684

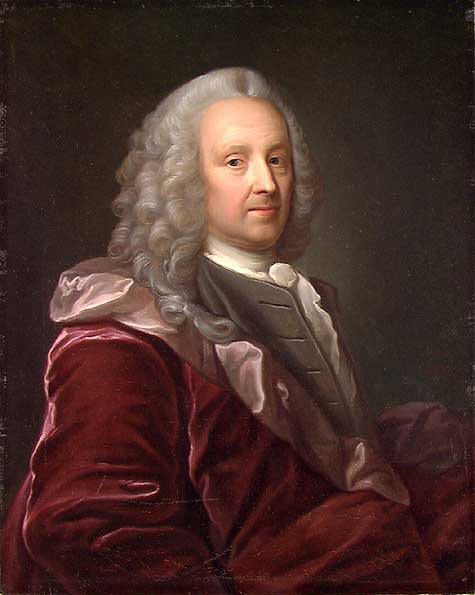
Ludvig Holberg (1684-1754)

Het jaar 1684 is het 84e jaar in de 17e eeuw volgens de christelijke jaartelling.

## Gebeurtenissen
januari
- Strenge winter in West-Europa.

maart
- 5 - Het Heilige Roomse Rijk, het Pools-Litouwse Gemenebest en de Venetiaanse Republiek sluiten een Heilige Liga tegen de Ottomanen.
- 21 - Cassini ontdekt Dione en Tethys, twee manen van Saturnus.

april
- 5 - Jan van Brakel wordt benoemd tot schout-bij-nacht bij de Admiraliteit van Amsterdam.
- 15 - De Franse schrijver Nicolas Boileau wordt op verzoek van de koning toegelaten tot de Académie française.
- april - Onder invloed van zijn vrouw vaardigt hertog George Willem van Brunswijk-Lüneburg een edict uit waarin hij alle Franse hugenotenvluchtelingen welkom heet en ondersteuning belooft. Zijn hof in Celle wordt op die manier een grote Hugenotenkolonie.

augustus
- 15 - Het Bestand van Regensburg maakt een einde aan de Frans-Spaanse Oorlog.

september
- 1 - Het Amsterdams Peil (voorloper van het NAP) wordt bepaald.

oktober
- 23 - Koning Karel II van Engeland trekt het zelfbestuur van Massachusetts in en benoemt een gouverneur die alleen aan hemzelf verantwoording schuldig is.

november
- 27 - Stadhouder Willem III koopt Kasteel Het Oude Loo en bouwt een groter Paleis Het Loo.

december
- 10 - Edmond Halley leest in een bijeenkomst van de Royal Society voor uit De Motu Corporum in Gyrum van de jonge Isaac Newton.

zonder datum
- Koning Christiaan V van Denemarken bouwt het eiland Christiansø uit tot het eerste zeefort van Noord-Europa.
- Walraad van Nassau-Usingen wordt benoemd tot gouverneur van 's-Hertogenbosch.
- De Spanjaarden leggen Charles Town op de Bahama's in de as.
- De labadisten landen in Suriname.

## Bouwkunst

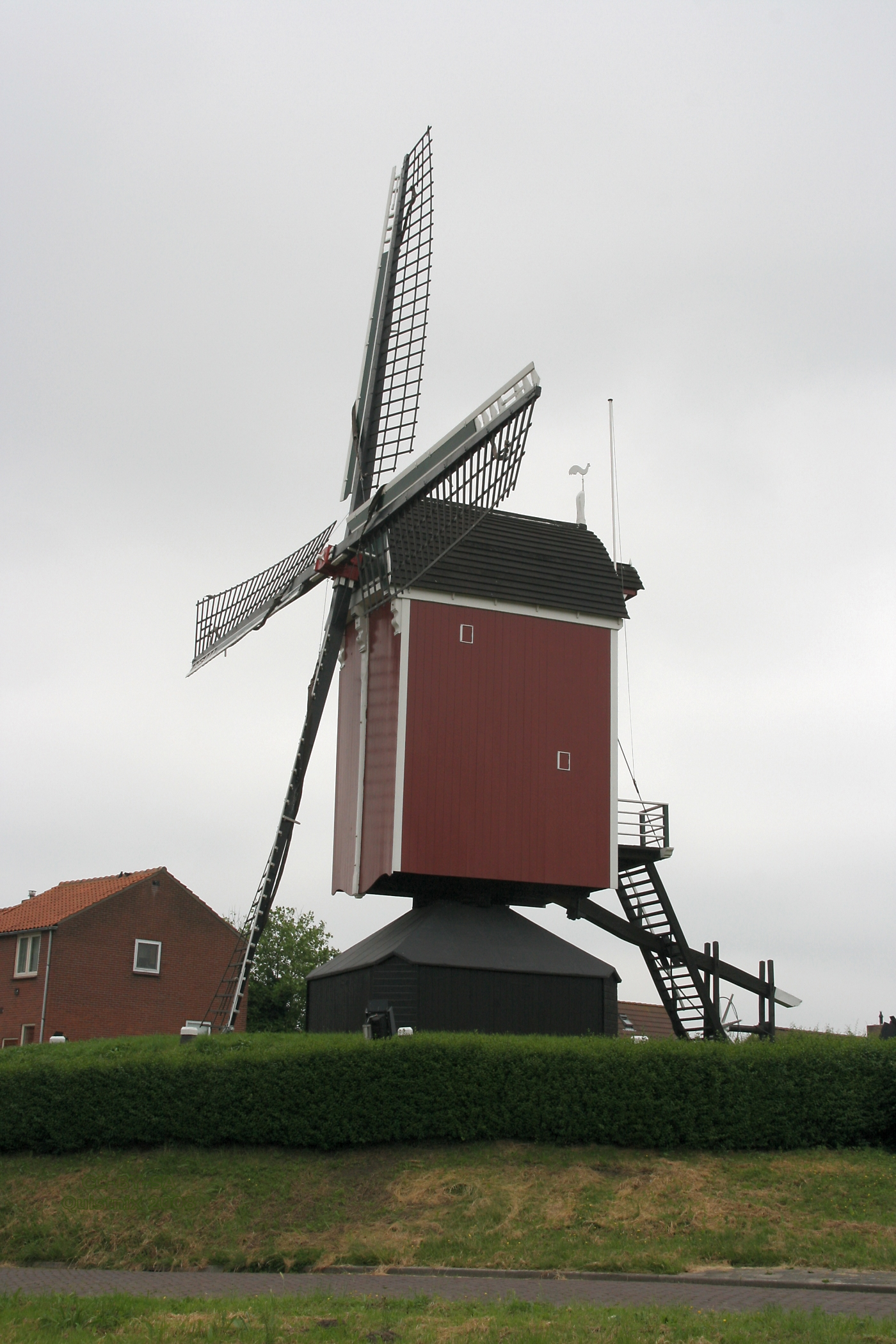
Standerdmolen Sint Annaland (1684)

## Geboren
januari

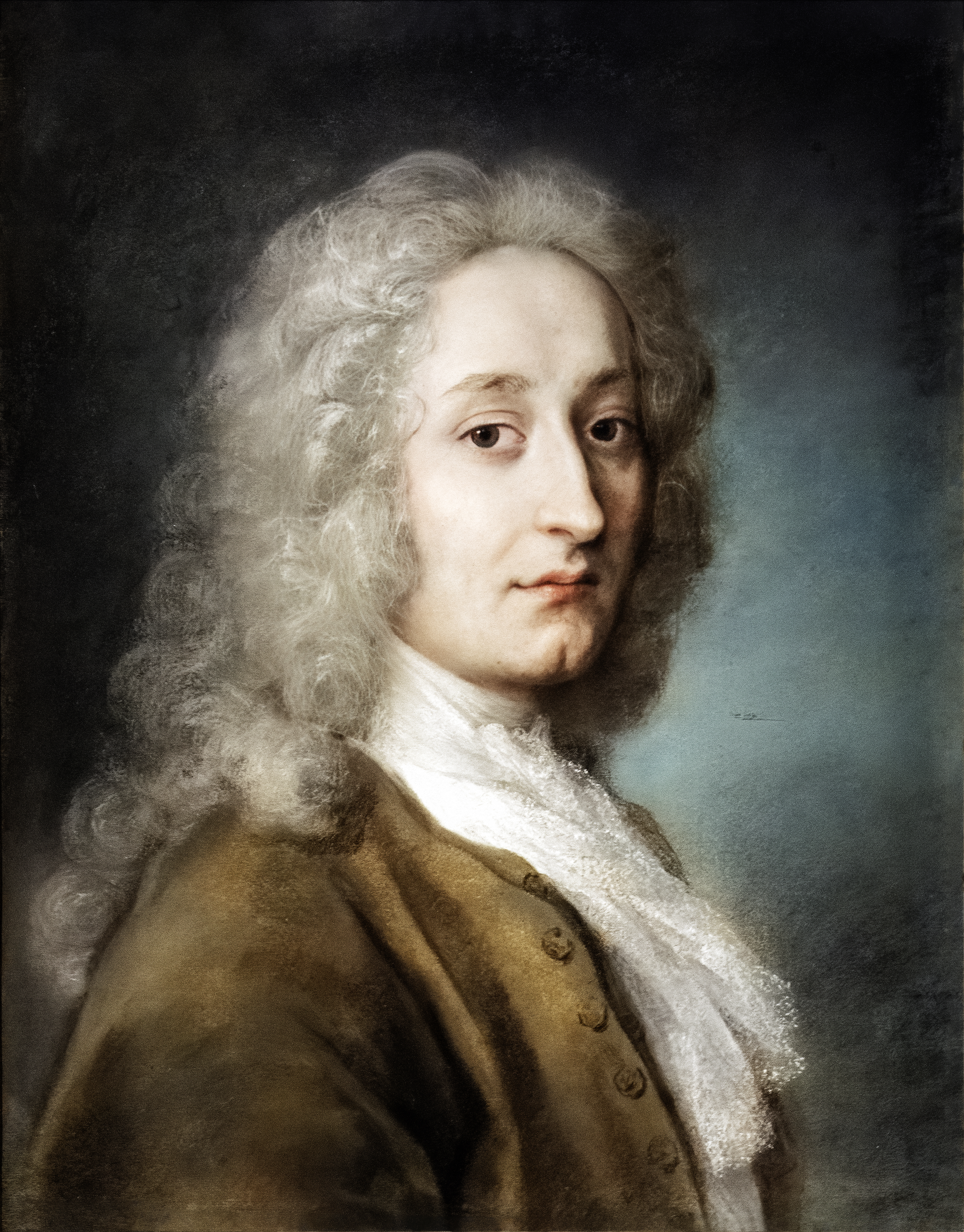
Jean Antoine Watteau (1684-1721)

- 14 - Jean-Baptiste van Loo, Frans ontwerper en kunstschilder
- 28 - Ludvig Holberg, Deens-Noors schrijver

februari
- 16 - Bohuslav Matěj Černohorský, Tsjechisch componist en organist (overleden 1742)
- 21 - Justus van Effen, Nederlands auteur

maart
- 12 - Josef Leopold Václav Dukát, Tsjechisch componist (overleden 1717)

mei
- 12 - Willem Hendrik I van Nassau-Usingen, vorst van Nassau-Usingen (overleden 1718)

september
- 18 - Johann Gottfried Walther, Duits componist en organist (overleden 1748)

oktober
- 10 - Jean Antoine Watteau, Frans kunstschilder
- 20 - Maria Barbara Bach, nicht en echtgenote van Johann Sebastian Bach (overleden 1720)

november
- 7 - Petrus Johannes Meindaerts, oudkatholiek aartsbisschop van Utrecht

december
- 2 - Renier Roidkin, schilder uit de Zuidelijke Nederlanden (overleden 1741)

zonder datum
- Ippolito Desideri, Italiaans jezuïet en ontdekkingsreiziger

## Overleden
januari
- 11 - Cornelis Speelman (55), gouverneur-generaal van Nederlands-Indië
- 15 - Caspar Netscher (~44), Nederlands schilder

april
- 5 - William Brouncker (~64), Engels wiskundige
- 12 - Nicolò Amati (87), Italiaans vioolbouwer

mei
- 6 - Heyman Dullaert (48), Nederlands schilder en dichter

juli
- 26 - Elena Cornaro Piscopia (38), Italiaans wetenschapster en oblate van de Benedictijnerorde

augustus
- 20 - Jurrian Stroink, burgemeester van Enschede

september
- 12 - Johann Rosenmüller, Duits componist
- 18 - Joannes Antonides van der Goes (37), Nederlands dichter en toneelschrijver

oktober
- 1 - Pierre Corneille (78), Frans toneelschrijver

november
- 27 - Pierre Golle, Nederlands-Frans meubelmaker

zonder datum
- Heyman Dullaert (48), Nederlands kunstschilder en schilder